# Kreuzkamm (Antarktika)
Der Kreuzkamm ist ein Gebirgskamm im ostantarktischen Viktorialand. Er ragt südlich der Armbrustspitze und östlich des Dessent Ridge zwischen Brown- und Damaskegletscher in der Mountaineer Range auf.
Wissenschaftler der deutschen Expedition GANOVEX III (1982–1983) benannten ihn deskriptiv nach seiner Form.